# Chris Browne
Christopher "Chris" Browne, född 16 maj 1952 i South Orange i New Jersey, död 5 februari 2023 i Sioux Falls i South Dakota, var en amerikansk serieskapare. Han var son till Dik Browne och bror till Chance Browne (17 juni 1948 - 1 mars 2024). Browne författade och tecknade serien Hagbard, som hans far startade 1973 och som publicerats i 1 900 tidningar runt hela världen, syndikerad av King Features Syndicate.